# Świerczyna Drawska
Świerczyna Drawska – nieczynny przystanek osobowy w Sośnicy w Polsce, w województwie zachodniopomorskim, w powiecie drawskim, w gminie Wierzchowo dawnej linii kolejowej nr 416.